# 甪直古镇
甪直古镇，古稱“甫里”(依本地方言音读 pu li)，是苏州吴中区甪直镇的一个古镇区，是一个国家AAAA级旅游景点。

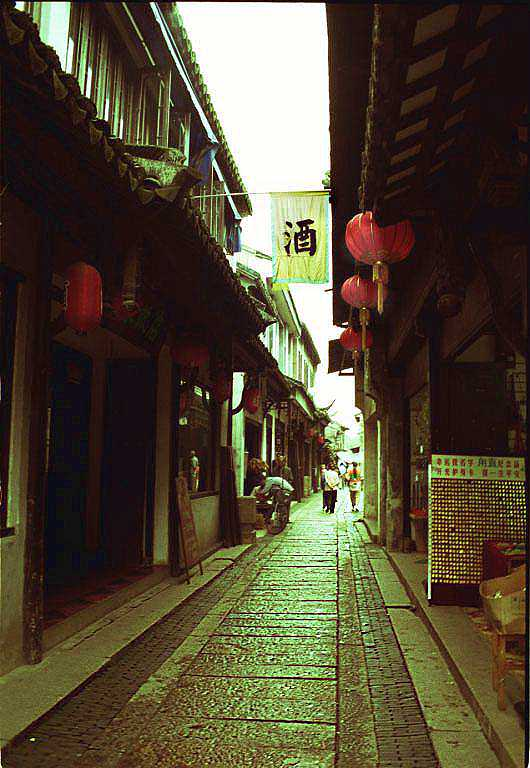
人看旗出酒市，甪直街景

甪直古镇的民居保留明清风格，禁止拆改，区内禁止设工厂、盖新式高楼，禁止汽车、摩托车通行。甪直古镇有深厚的文化底蕴，唐代诗人陆龟蒙，明代诗人高启都曾居住在甪直，并留下诗作;清代改良派思想家、政论家和中国最早的办报人王韬出生在此；著名教育家、作家叶圣陶在甪直开始他的文学创作，他以甪直为第二故乡。镇内的保圣寺是一座千年历史的禅寺，其中保存唐代塑圣杨惠之所塑的古罗汉像，是国宝级文物，还有被梁思成评为“尤为精美”的宋代石柱础多件。甪直还有宋明代古桥数十座，有古桥博物馆之称。中华人民共和国建设部和国家文物局于2003年10月8日将甪直列入中国历史文化名镇。此外，甪直还同其他两个江南水乡古镇周庄、同里一齐列入联合国教科文组织申报世界遗产名单。

## 概况

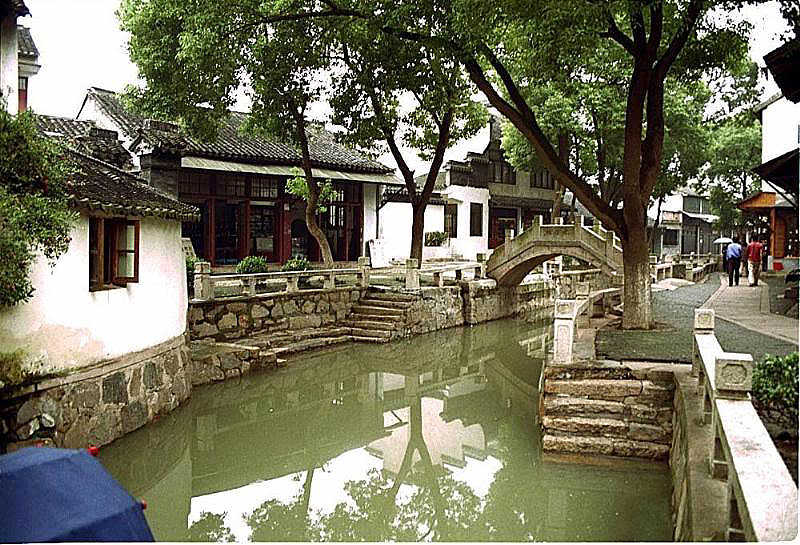
小桥流水--甪直一隅

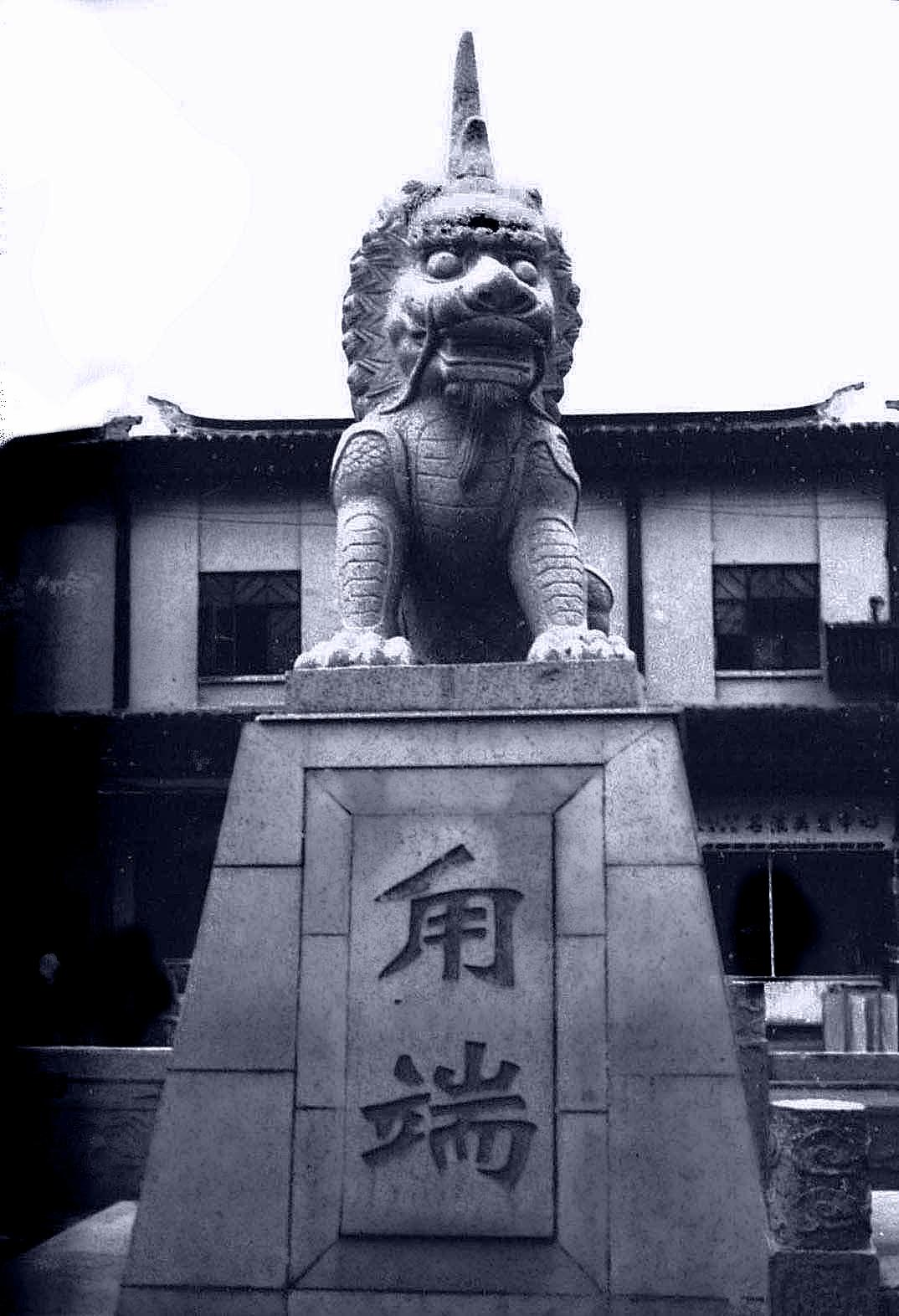
甪直镇守护神-独角神兽甪端

甪直是苏州东南25公里処的的小鎮，原属江苏吴县。2000年12月31日，经中国国务院批准将吴县并入苏州成为吴中区，甪直一并划入。甪直建于南朝梁天监二年，距今有有2500年历史，当时保圣寺建成，甪直与保圣寺同龄。
甪直的古名“甫里”得名于唐代诗人陆龟蒙。陆龟蒙隐居在此镇上，因他又名“甫里先生”，人们就称这个地方为“甫里”。甫里后来又叫甪直是因为古时甫里鎮分为甫里、六直两个区。传说古代独角神兽“甪端”守护六直，年年五谷丰登。而吴音“六”、“甪”同音，后来“六直”就变成“甪直”了。直到清朝末年，甫里正式改为元和县甪直鎮。
根据2004年资料记载甪直镇面积 64平方公里，人口78985人。甪直镇，水陆交通方便，苏沪高速公路、苏昆太高速公路和苏州绕城高速公路从镇中穿过，有公交车直达苏州、昆山、上海。甪直镇北的吴淞江，可容200吨的船舶航行，直通京杭大运河和上海港。

### 交通
- 公交
  - 甪直 － 苏州,18路，52路，518路，昆山109路
  - 甪直 － 昆山
  - 甪直－上海
- 客船
  - 甪直－苏州
  - 甪直－昆山

### 学校
- 甪直小学
- 甪直中学  教务主任 唐立德 之江大学毕业 苏州人大代表

## 景观
水乡甪直有小桥流水，风景优美，有“东方威尼斯”之称。镇上有各式各样的石板桥、石拱桥40座，其中和丰桥是宋代建立的，东美桥和东大桥是明代建立的。甪直古桥富有建筑学研究价值，因此甪直又有“古桥博物馆”之称。甪直古镇入口处的牌楼抱联柱上刻有当年家居甫里的明朝诗人高启的生动地描绘甪直的小桥流水景象的诗作《甫里景》：右联“长桥短桥杨柳，前浦后浦荷花”，左联：“人看旗出酒市，鸥送船归钓家”；横额是原全国人大常委会副委员长费孝通题词：“神州水乡第一镇”。

### 保圣寺罗汉塑像

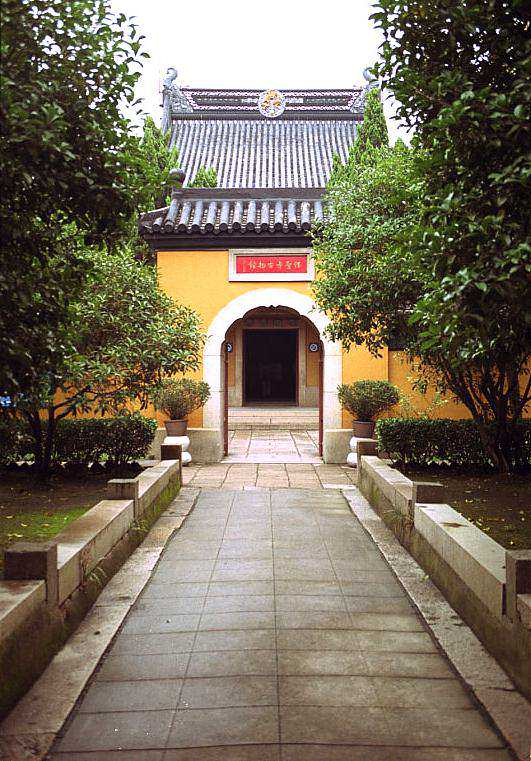
保圣寺

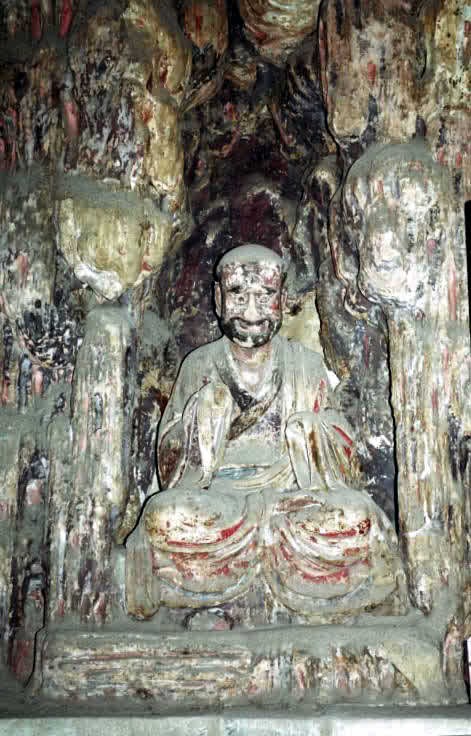
唐代杨惠之手塑罗汉

保圣寺是建于梁朝天监二年(公元503年)的千年古刹。极盛在北宋大中祥符六年(公元1013年)。当时叫《保圣禅院》，有五千间殿堂，一千和尚，和杭州的灵隐寺齐名。
保圣寺博物馆藏有国宝——唐代杨惠之手塑的九尊古罗汉像。日本美术史家大村西崖教授在考查了甪直保圣寺藏杨惠之塑的古罗汉像，认为是炉火纯青之作。1961年3月4日保圣寺罗汉塑像列入中华人民共和国国务院批准的国家级文物第一批全国重点文物保护单位

### 陆龟蒙墓
陆龟蒙墓近保圣寺。唐代诗人陆龟蒙不愿做官隐居甫里，生时高风亮节。后人为了纪念他，因为他生前喜欢看斗鸭，开了一方水塘，种上荷花，养上几只鸭子，水塘中间有一座清风亭，相传是甫里先生读书的地方。甫里先生墓在清风亭侧，墓碑上刻有“唐贤甫里先生之墓”。在清风亭后有两株参天古银杏，相传为先生手植，已有一千多年了。

### 沈伯寒宅
沈伯寒是晚清教育家，早年留学日本早稻田大学，专攻教育学。后来开办甫里小学——今天甪直小学的前身，沈伯寒宅在甪直香花弄，一座石库门大院，青砖照壁镌有《漪韵》二字。

### 王韬纪念馆
王韬是中国最早的改良派思想家，政论家和新闻记者，生于清道光八年(1828年)苏州府元和县甫里镇(今甪直镇)，名利宾，字兰卿，号仲弢、天南遁叟、弢园老民。他在上海和英国传教士翻译中国第一部汉语圣经。在苏格兰帮助汉学家理雅各翻译《十三经》成英文。返回香港后创办《循环日报》——世界上第一家中文日报，被尊为中国第一报人。王韬纪念馆在甪直中市街6号，一座清式建筑内。

### 叶圣陶纪念馆

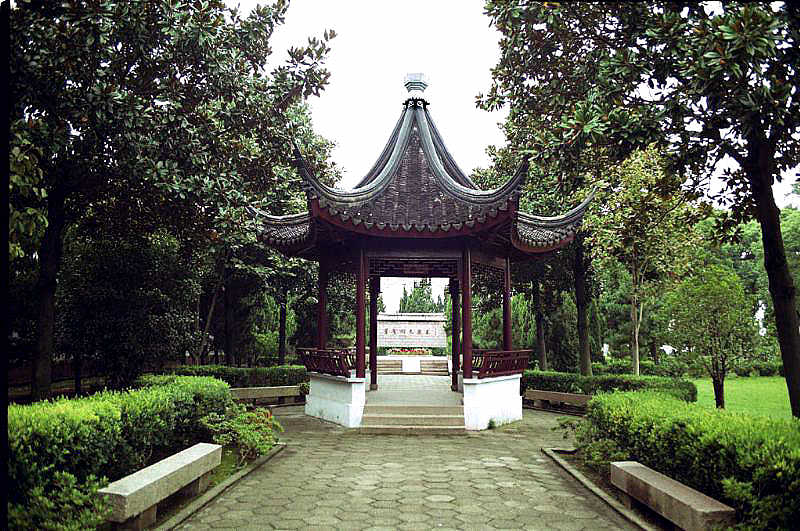
叶圣陶墓园

著名教育家、作家叶圣陶纪念馆，建在叶圣陶1917年至1922年任教过的第五高小的原址上。叶圣陶在甪直开始他的文学创作，他以甪直为第二故乡。

### 万盛米行
万盛米行是叶圣陶著名小说《多收了三五斗》里的万盛米行的原形，位于南市下塘街，前有售米柜台，后有大院陈列当时的农具。

### 萧芳芳演艺馆
- 香港电影明星，1995年柏林电影节最佳女演员得主萧芳芳表演艺术纪念馆，位于萧家老宅。

## 名人
- 陆龟蒙 唐代诗人，别号甫里先生、江湖散人等。
- 皮日休 唐代诗人，陆龟蒙同时代人物。
- 罗隐  唐代诗人
- 高启　明代诗人。
- 赵子昂 元代诗人.
- 柳贯  元代诗人.
- 王韬  清代改革家、作家、报纸出版家。
- 叶圣陶 卓越的小说家和教育家。
- 萧芳芳 柏林影后

## 特产

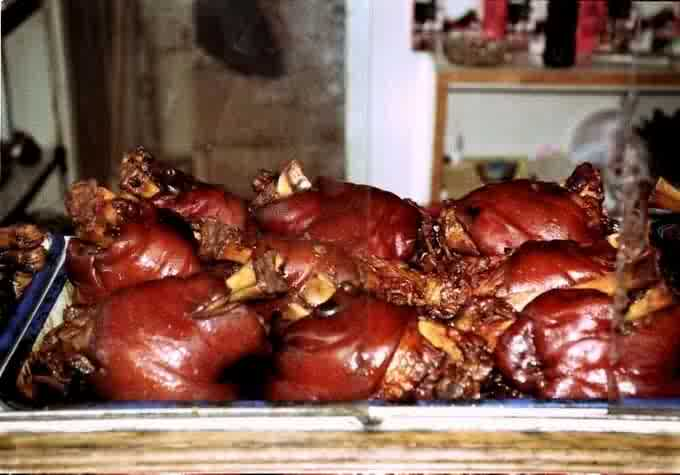
甫里蹄

- 甫里蹄和甫里鸭：甪直镇的两道名菜为甫里蹄和甫里鸭。甫里蹄和甫里鸭是按照诗人甫里先生的配方制作的，他经常用这两道菜招待客人。几乎每个江南古镇都有自己的蹄髈，实际做法和口味大同小异，不过甪直农村一直就有红烧蹄髈的做法，但凡宴席都喜欢用柴火和大锅烧制红烧蹄髈供宾客享用，味道确实美味可口。
- 甪直萝卜干：根据清代配方酿成腌制的萝卜干。镇上酱品厂之产品。
- 油爆鳝糊--将活鳝鱼去头尾，洗净，切成小段，用盐腌制十分钟，入油裹爆炒十五秒，加蚝油翻炒

入牒。香脆爽口。

## 新区
甪直新区有宽阔的马路、崭新的商店、餐馆和住宅。因为离苏州市不远，近年不少苏州市人因市内房价飞涨，迁居甪直，白天到苏州市工作。甪直镇有比较良好的保护古镇的措施，例如设立保护区，新式楼房、新式马路只能在新区开发等等。因此在2004年甪直镇被联合国教科文组织授予保护古镇杰出成就奖.

## 甪直古迹
- 张陵山泽文化遗址